# IPTV
IPTV eller IP-television, från engelskans internet protocol television, är television distribuerad över IP-nätverk, oftast inom ett begränsat bredbandsnät som ägs av en enskild nätverksoperatör. Först i Sverige att leverera IPTV var operatören Bredbandsbolaget år 2005.
Distributionen av IPTV skiljer sig från traditionell marksänd digital-TV där en signal skickas från en central sändare till alla tittare samtidigt. Istället för att skicka en signal med de tillgängliga programmen (kanalerna) placerar leverantören av IPTV innehållet på olika servrar. När leverantören aktiverar IPTV-boxen ges användaren åtkomst till servern och innehållet kan tas emot.
Huruvida IPTV är lagligt eller inte beror på om rättigheter och licenser för innehållet är korrekt hanterade. För att kunna ta del av IPTV lagligt krävs oftast en licens, som regleras genom avtal mellan rättighetsinnehavaren och leverantören, samt mellan leverantören och användaren. Om en användare tittar på en tv-kanal via en leverantör som har rättigheter, och det finns avtal mellan alla parter, så är det lagligt. 
Enligt en undersökning från 2024 uppskattar Mediavision att 580 000 hushåll prenumererar på illegala IPTV-tjänster. Under 2024 kom en uppmärksammad dom där en person dömdes för grovt upphovsrättsbrott för distribution av illegal IPTV. Personen dömdes att betala 114 miljoner kronor i skadestånd.